# Amylea Azizan
Amylea Azizan (ur. 26 listopada 1986 w Alor Setar) – malezyjska piosenkarka, producentka i aktorka głosowa.

## Życiorys
Swoją karierę rozpoczęła po wzięciu udziału w programie reality show Akademi Fantasia. W 2007 r. napisała swój pierwszy utwór muzyczny, który posłużył jako OST do serialu telewizyjnego Sinderela. Kilka lat później uczestniczyła w trzecim sezonie programu One in a Million, co było punktem zwrotnym w jej karierze.
Współpracowała jako producentka przy nagraniach innych artystów, takich jak Alif Satar czy Kilafairy.
W 2009 r. wydała swój debiutancki album pt. Selepas 3.
Pracuje także w dubbingu. Jest m.in. malezyjskim głosem Anny z Krainy lodu.

## Dyskografia (wybór)
Albumy studyjne
- 2009: Selepas 3